# Jean Ruiter
Jean Ruiter (Amsterdam, 16 augustus 1942 – 12 april 2005) was een Nederlands fotograaf en illustrator. Hij is vooral bekend vanwege zijn monumentale fotowerken, waarin hij een verbinding legt tussen belangrijke momenten uit de kunstgeschiedenis en de moderne tijd.  
Jean Ruiter volgde een opleiding aan de Koninklijke Academie van Beeldende Kunsten in Den Haag. Daarnaast studeerde hij aan de School voor Fotografie en Fotonica en de Fotovakschool, beide eveneens in Den Haag, maar voltooide deze opleidingen niet. 
In de jaren zeventig maakte Ruiter vooral landschapsreportages. In de loop der jaren ontwikkelde hij zich tot een beeldend kunstenaar die naast fotografie ook werkte met video en geluid. 
Tijdens zijn vele reizen creëerde Jean Ruiter fotografisch werk dat nauw verweven was met de specifieke locaties waar hij verbleef. Hij werkte onder meer in gebieden rond de Middellandse Zee en reisde ook naar Noord-Amerika en Japan. Hij liet zich leiden door wat hij op locatie aantrof en reageerde daarop met visuele interpretaties. Hoewel zijn oeuvre stilistisch uiteenloopt, vertonen zijn fotoreeksen — vaak cycli van zo’n tien beelden — inhoudelijke samenhang. Ze schetsen de ontwikkeling van oorspronkelijke culturen tot hun huidige gedaante. Een van zijn bekendste series is Cathedrals in the Desert, waarin hij coulisseachtige constructies in de Amerikaanse woestijn vastlegde. In een latere serie, New American Landscapes, plaatste hij alledaagse voorwerpen uit de consumptiemaatschappij in natuurlijke omgevingen, wat resulteerde in kritische en vaak ironische reflecties op cultuur en samenleving.
Ruiter uitte geregeld kritiek op het Nederlandse kunstklimaat, dat hij als behoudend en benauwend ervoer. In het buitenland, met name in de Verenigde Staten, werd zijn werk meer erkend en gewaardeerd.